# باويس

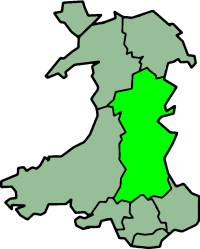
بوويز بين أعوام 1974-1996

بوويز (بالإنجليزية: Powys)‏ هي مقاطعة ريفية كبيرة في وسط ويلز، ومعظم الأراضي بالمقاطعة مستنقعات جبلية. وقد تحولت كثير من وديان الجبال في بوويز إلى خزانات مياه، بعد أن أقيمت عليها السدود. ويعتمد أغلب الناس في معيشتهم على الزراعة والسياحة. وكانت فرص العمل المحدودة لسنوات عديدة سببًا في ترك كثير من شباب بوويز بلادهم. ولكن بعد عام 1950 بدأت فرص العمل تتحسن نتيجة لانتقال صناعات جديدة إلى المقاطعة.
أنشئت مقاطعة بوويز عام 1974 عندما أعيد تنظيم الحكومة المحلية في ويلز، فضمت المقاطعات القديمة مونتجمريشاير ورادنورشاير ومعظم المقاطعة القديمة المسماة بريكونشاير. وكان اسم بوويز في الأصل لقبًا لإمارة في شمالي ويلز إبان العصور الوسطى.

## أعلام
- تالييسن
- توماس جونز
- توماس برايس